# Fernando García Mercadal
Fernando García-Mercadal (Zaragoza, 5 de abril de 1896-Madrid, 3 de febrero de 1985) fue un arquitecto español que desarrolló su actividad fundamentalmente en Madrid y Aragón. Fue uno de los artistas señeros de la generación del 25 al introducir en España el racionalismo arquitectónico centroeuropeo y fue el principal impulsor de la fundación del GATEPAC (Grupo de Artistas y Técnicos Españoles para el Progreso de la Arquitectura Contemporánea), constituido en el Gran Hotel de Zaragoza en octubre de 1930. Desde 1986, el Colegio de Arquitectos de Aragón entrega anualmente el premio de arquitectura Fernando García Mercadal, en reconocimiento del arquitecto aragonés.

## Biografía
Nació en la casa-palacio Mercadal, también conocida como palacio Argensola, ubicado en las proximidades de la catedral de San Salvador de Zaragoza, en cuya fachada el Ayuntamiento descubrió en 1996 una placa conmemorativa coincidiendo con el centenario de su nacimiento. Hermano del periodista y escritor José García Mercadal. Eran hijos de José García Díaz —perteneciente a la pequeña nobleza asturiana, afincado en Zaragoza como empresario próspero y emprendedor, y su Regidor y Teniente de Alcalde durante más de una década— y de Concepción Mercadal Burguete, de linaje con raíces en la comunidad histórica de Daroca, en el suroeste de la provincia de Zaragoza. Aunque fallecido en Madrid en 1985, sus restos reposan desde 2010 en la capilla familiar del cementerio de Torrero, en Zaragoza.

### Formación
Cursó sus estudios de bachillerato en el colegio de los Hermanos Maristas de Zaragoza. En la Escuela de Arquitectura de Madrid obtendría en 1921 el título de arquitecto con el número uno de su promoción; de esta Escuela sería profesor en los años 1930. Gracias a su proyecto de un templo monumental para la Pradera de San Isidro demostró sus profundos conocimientos de la arquitectura academicista y logró una beca de la Academia Española de Roma con la que viajó a Italia y estudió en Roma desde 1923, viajando por toda Europa durante los cuatro años siguientes, en cuyo transcurso conoció a los principales arquitectos de vanguardia de la época; allí pergeñó un diseño para la Casa del Fauno de Pompeya de carácter clásico.
Ese mismo año de 1923 viajó por el sur de la península itálica y contempló la arquitectura mediterránea de carácter popular, cuyas líneas geométricas e incardinadas en el paisaje admiró y reflejó en dibujos de la época. Tal fue la influencia de estas construcciones que su discurso de admisión en la Real Academia de Bellas Artes de San Fernando, que se produjo en 1980, se tituló Sobre el Mediterráneo. Sus litorales, pueblos, culturas (imágenes y recuerdos). En 1924 llega a Viena donde conoció la arquitectura de la Secesión de Adolf Loos y las iniciativas que promovían en Austria las viviendas obreras modernas. Aprovechó, asimismo, las enseñanzas de un curso a cargo del arquitecto de la Bauhaus Peter Behrens, creador de la nave de turbinas de la empresa AEG.
Desde ese año da a conocer sus ideas de arquitectura vanguardista en España a través de sus artículos en la revista Arquitectura, decidido a difundir el movimiento racionalista. Uno de los artículos enviados a esta revista, «Theo van Doesburg y principios De Stijl», está considerado el manifiesto de la arquitectura moderna en España. Al año siguiente recibió clases de urbanismo racionalista de Hermann Jansen y aprovechó las enseñanzas del arquitecto expresionista Hans Poelzig. Además, siguió aprendiendo del quehacer de Walter Gropius, Theo van Doesburg (fundador de la revista De Stijl, órgano difusor del Neoplasticismo y su simplificación formal y geométrica) y Mies van der Rohe. Visitó en París la Exposición de Artes Decorativas, y con especial atención, el pabellón de Le Corbusier.

### Actividad profesional

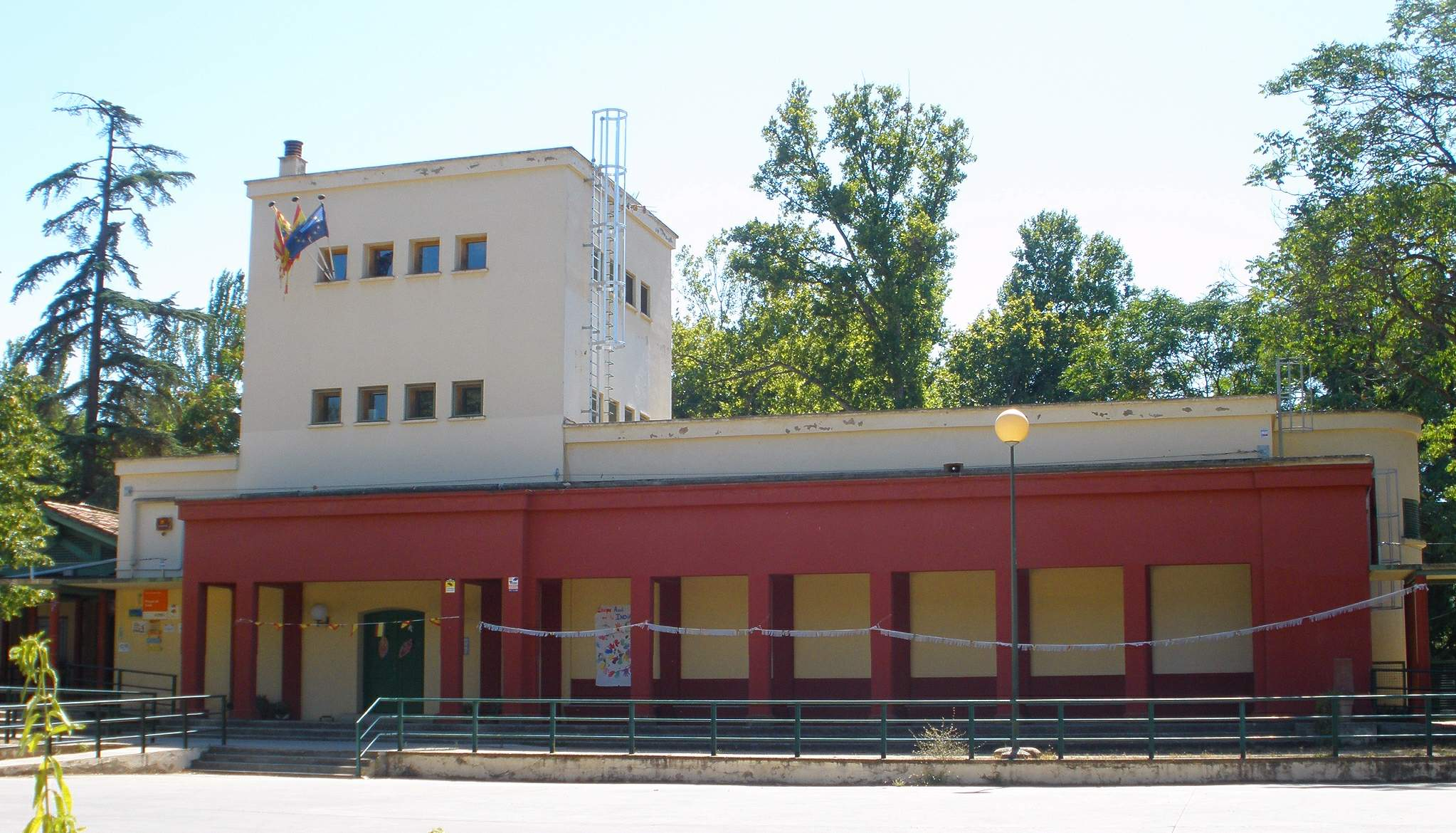
Pabellón del Rincón de Goya (1926-1928), de Fernando García Mercadal, el primer edificio racionalista de España.

En esta línea estilística diseña la Casa de Álvaro Bielza de Ceuta, obra de 1925, donde ya se advierte el influjo Le Corbusier. También vanguardista es su proyecto de oficinas para la plaza del Ángel de Madrid, en la que conjuga el bloque de viviendas racionalista con un espacio irregular que venía dado por las características del lugar, situado en pleno casco antiguo; sin embargo el reconocimiento definitivo lo obtuvo gracias a su proyecto de 1926 del Rincón de Goya en Zaragoza, un espacio urbanizado formado por un pabellón rodeado de jardines de carácter plenamente racionalista.
El Rincón de Goya está reconocida como su obra maestra, terminada en 1928 y, al decir de Sigfried Giedion, «primer edificio de España, capaz de romper con la tradición del siglo XIX». Se trataba de recordar con un espacio arquitectónico el centenario de la muerte del pintor. Hasta ese momento lo habitual era conceder el encargo a un arquitecto que colaboraba con un escultor, pero Mercadal pidió libertad (que le fue concedida) para realizar en solitario una obra de concepto original. Así, en lugar de realizar el consabido pedestal sobre el que situar una escultura academicista, García Mercadal planea un pabellón con biblioteca y sala de exposiciones donde estudiar la obra del artista de Fuendetodos, todo ello dispuesto en un entorno ajardinado. El edificio, combinando bloques ortoedros de hormigón, estaría iluminado con amplias cristaleras corridas y generosos vanos de acceso al exterior.
De 1927 data su célebre proyecto para la Villa Amparo de Mallorca. En esos años trabaja junto con Modesto López Otero en el edificio de la calle Alcalá de Madrid sede de La Unión y el Fénix. En 1928 es invitado al primer Congreso Internacional de Arquitectura Moderna (CIAM), celebrado en La Sarraz (Suiza) y participa activamente en la Sociedad de Cursos y Conferencias de la Residencia de Estudiantes invitando a figuras señeras del panorama de la arquitectura moderna a exponer allí sus teorías. Fue el artífice de la primera visita de Le Corbusier a España en mayo de ese año, quien dio dos conferencias: Arquitectura, mobiliario y obras de arte y Una casa, un palacio. Tras él vinieron a impartir su magisterio en estos ciclos de conferencias Erich Mendelsohn (Rusia. Europa. América, 15 de noviembre de 1929), Theo van Doesburg (Espíritu fundamental de la arquitectura contemporánea, 7 de mayo de 1930) o Walter Gropius (Arquitectura funcional, 5 de noviembre de 1930).Desde 1929 trabaja en el estudio de Zuazo. Promueve desde este estudio una nueva arquitectura habitacional basada en la funcionalidad, la reducción de los costes y la higiene de la vivienda básica. Todo ello motivó que organizara en 1929 una convocatoria para presentar a concurso diseños de lo que llamó «vivienda mínima». 

Esta actividad se relaciona con un escrito de 1930 que llevó por título «La casa popular en España», donde expuso sus ideas para una vivienda popular, digna, racional y barata. Su anterior maestro, Hermann Jansenl, le preguntó por un arquitecto español para presentarse al concurso para el Plan General de Madrid, y eligió a Zuazo, con el que más adelante redactarían juntos el plan de urbanización de Madrid, conocido como Plan Zuazo-Jansen. En octubre de 1930 fundó en el Gran Hotel de Zaragoza con otros arquitectos afines (Aizpurúa, Sert, Torres Clavé...) el GATEPAC (Grupo de Arquitectos y Técnicos Españoles para el Progreso de la Arquitectura Contemporánea). 

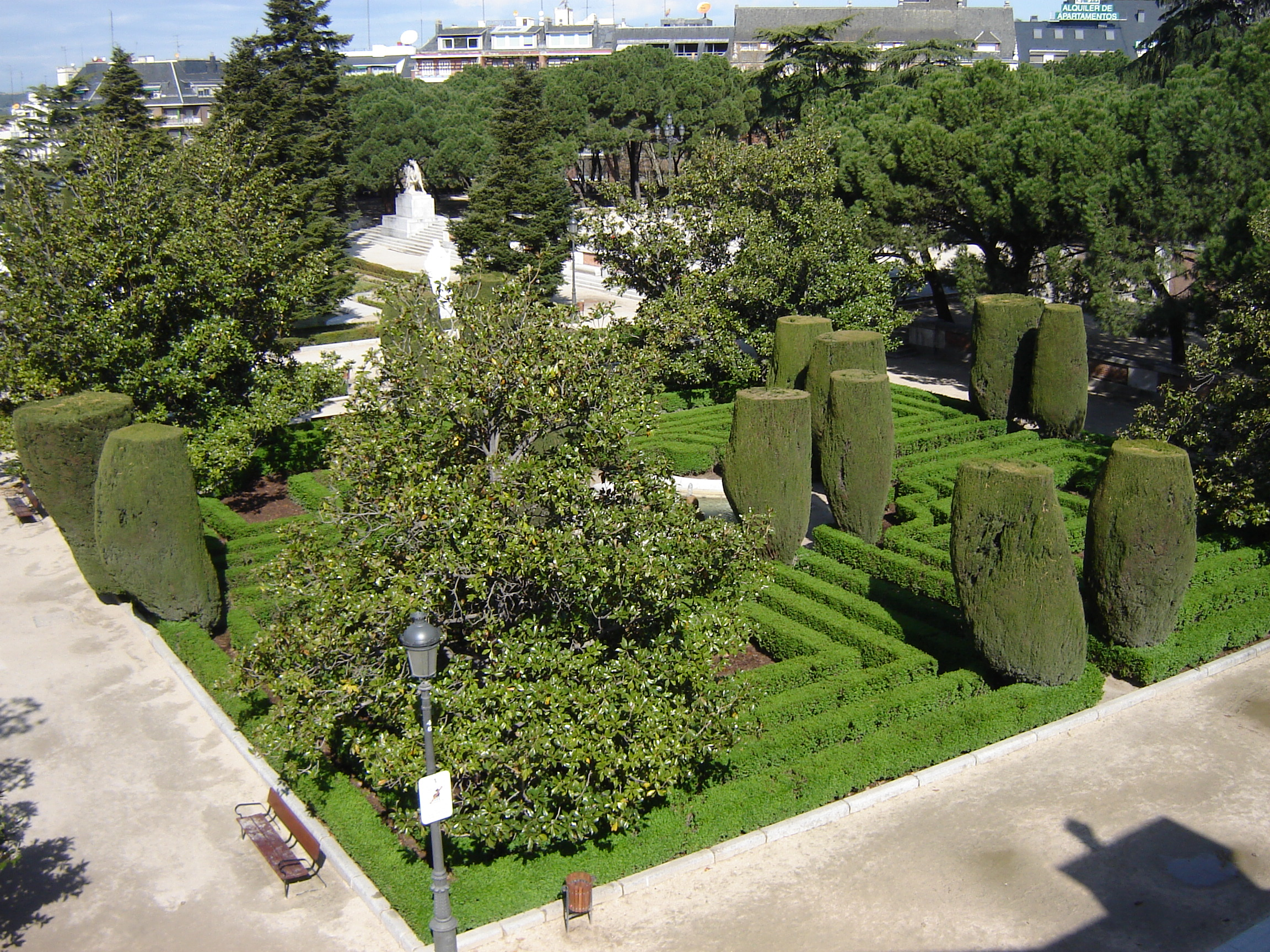
Jardines de Sabatini en Madrid

Fue cofundador el 11 de febrero de 1933 de la Asociación de Amigos de la Unión Soviética, creada en unos tiempos en que la izquierda sostenía un tono laudatorio a los relatos sobre las conquistas y los problemas del socialismo en la Unión Soviética. Ese mismo año un proyecto suyo fue elegido ganador del concurso nacional de arquitectura convocado para dotar de una nueva sede al Museo de Arte Moderno, que se iba a construir en la prolongación del paseo de la Castellana de Madrid, pero nunca llegó a edificarse.También de 1933 son los jardines de Sabatini, junto al Palacio Real de Madrid, diseñados con criterios historicistas y que recibieron ese nombre por haberse construido sobre el solar que ocuparon anteriormente las caballerizas edificadas por el arquitecto palermitano en tiempos del rey Carlos III. Los años de la Segunda República son de intensa actividad. Relacionado activamente con el grupo Este del GATEPAC (llamado GATCPAC: Grup d'Arquitectes i Tècnics Catalans per al Progrés de l'Arquitectura Contemporània), editan la revista A. C. Documentos de Actividad Contemporánea que canalizaría las ideas revolucionarias en la arquitectura española y dio cobertura a otras manifestaciones artísticas de vanguardia. Planteó, asimismo, la Ciudad Verde del Jarama, pero no llegó a realizarse y su actividad profesional se dedicó sobre todo a diseñar viviendas y proyectos urbanísticos racionalistas.

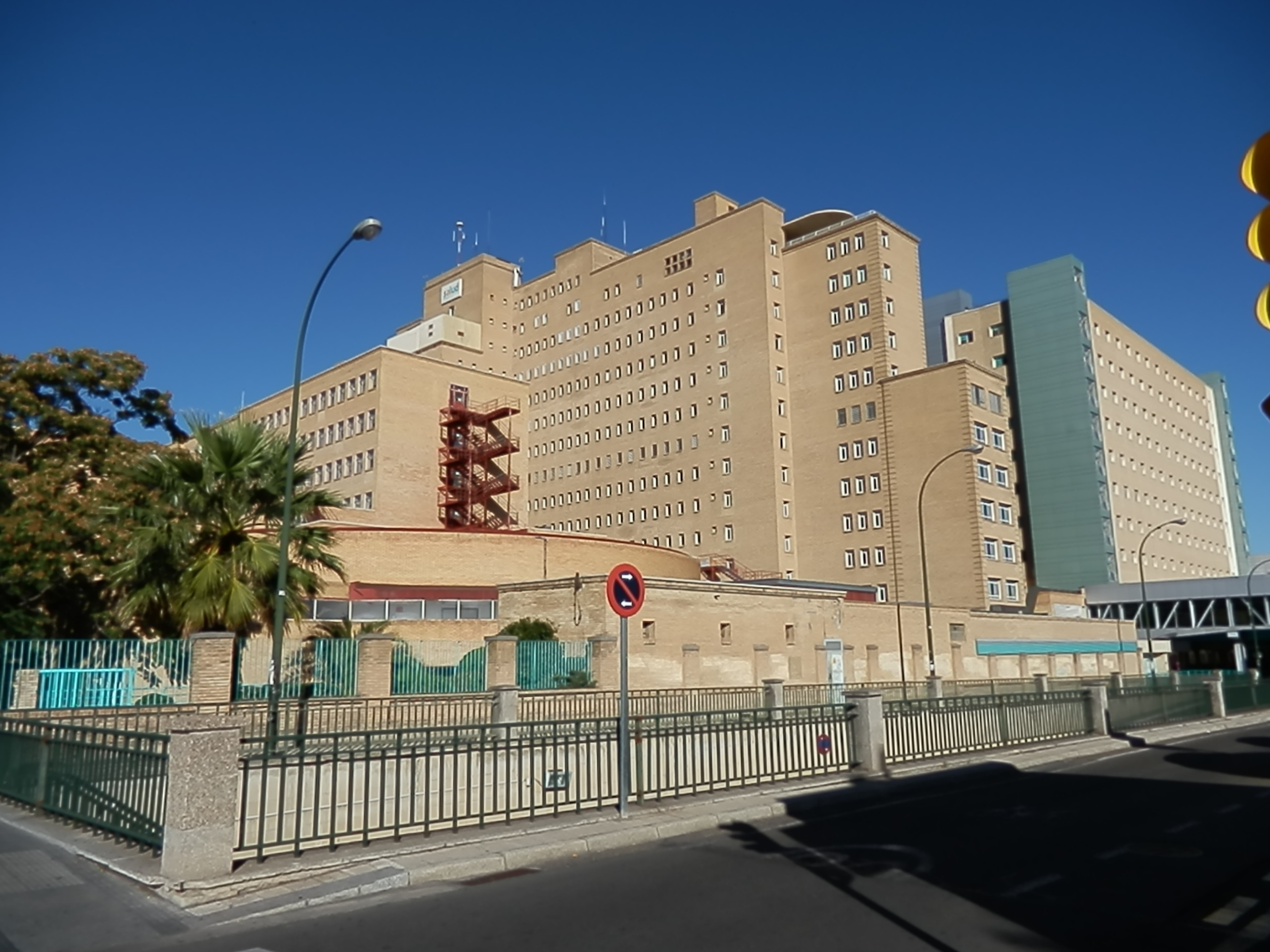
Hospital Miguel Servet en Zaragoza

Tras la guerra civil fue depurado y no pudo volver a ejercer hasta 1946. Ya rehabilitado, fue nombrado arquitecto del Instituto Nacional de Previsión, por lo que se dedicó hasta su muerte a diseñar establecimientos de sanidad, entre los que destaca el Gran Hospital de Zaragoza de 1947 o el ambulatorio de la esquina de las calles Modesto Lafuente con Espronceda de Madrid, que data de 1950.

## Obras
- Casa de Álvaro Bielza, Ceuta, 1925.
- Proyecto de desarrollo urbano de Bilbao (en colaboración con Otto Bünz), 1926.
- Rincón de Goya, Zaragoza, 1926-1928.
- Villa Amparo de Mallorca, 1927.
- Edificios de viviendas de la calle Zurita número 18 y Plaza de los Sitios número 16, Zaragoza, 1928.
- Casa del doctor Ricardo Horno Alcorta del paseo María Agustín número 7, Zaragoza, 1929.
- Monumento a Joaquín Costa (con el escultor José Bueno), Graus (provincia de Huesca), 1929.
- Casa de Díaz Caneja de la calle Zurbano, Madrid, 1931.
- Edificios de viviendas de la colonia Residencia, Madrid, 1931-1933.
- Panteón del doctor Ricardo Horno Alcorta, cementerio de Torrero, Zaragoza, 1933.
- Nueva sede del Museo de Arte Moderno, Madrid, 1933 (no construida).
- Jardines de Sabatini, Madrid, 1933.
- Reforma de la Plaza Mayor de Madrid de 1935.
- Casas de Cantó (en colaboración con Pablo Cantó), Málaga, 1941.
- Residencia Sanitaria de Zaragoza, Zaragoza, 1947. Proyecto del ingeniero Carlos Fernández Casado y la empresa Huarte y Compañía con la colaboración de García Mercadal de una residencia sanitaria con 500 camas, para el concurso convocado por el Seguro Obligatorio de Enfermedad en 1946. Fue inaugurado en 1955 con el nombre de Residencia Sanitaria José Antonio. Ampliado en 1971, en 1984 pasa a denominarse Hospital Miguel Servet y popularmente, desde su inauguración como Hospital General en 1955, como la «Casa Grande»; es el principal centro hospitalario de Aragón.[8][9]
- Residencia de la Seguridad Social, Teruel, 1948-1952.
- Residencia de la Seguridad Social, Guadalajara, 1949.
- Instituto Nacional de Previsión de Calatayud y Ambulatorio de Calatayud, 1950.
- Ambulatorio de la calle Modesto Lafuente con Espronceda, Madrid, 1950.
- Residencia del Seguro de Enfermedad y Centro de Rehabilitación y Traumatología del Hospital Universitario Central de Asturias, Oviedo, 1953.
- Delegación del Instituto Nacional de Previsión y de Trabajo de la calle Cervantes, Guadalajara, 1957.
- Ambulatorio de la Seguridad Social, Gijón, 1959-1961.
- Ambulatorio de Ramón y Cajal, paseo de María Agustín, Zaragoza, 1962.
- Delegación del Instituto Nacional de Previsión y de Trabajo de la calle doctor Fleming número 4, Zaragoza, 1962.
- Edificio Lima, Paseo de la Castellana, Madrid, 1962.
- Residencia Sanitaria de Huesca, 1965.
- Servicio de Anatomía Patológica, Zaragoza, 1970.
- Agencias del Instituto Nacional de Previsión de Aragón (Caspe, La Almunia de Doña Godina, Tarazona, Ejea de los Caballeros, Barbastro, Monzón y Mora de Rubielos.

## Reconocimientos
- Premio Nacional de Arquitectura (1933).
- Arquitecto municipal de Madrid (1932 - 1940).
- Arquitecto del Instituto Nacional de Previsión desde 1946.
- El 20 de abril de 1980 fue elegido académico de número de la Real Academia de Bellas Artes de San Fernando.

## Publicaciones

### Artículos en revistas especializadas
- “Ruskin y la policromía de los edificios“, dibujo del arquitecto G. Fernández Balbuena Arquitectura. Madrid: Sociedad Central de Arquitectos. 1920, n.º 26 Junio; pp. 163-165: il.
- “Múnich: notas de un cuaderno de viaje”, Arquitectura. Madrid: Sociedad Central de Arquitectos. 1920, n.º 32 diciembre; pp. 340-343: il.
- “Algunas impresiones de Italia : notas de un cuaderno de viaje” ; dibujo del arquitecto Pedro Muguruza, Arquitectura. Madrid : Sociedad Central de Arquitectos. 1922, n.º 36 abril; pp. 154-158: il.
- “Desde Viena : la nueva arquitectura“, Arquitectura. Madrid: Sociedad Central de Arquitectos. 1923, n.º 54 octubre; pp. 335-337
- “Comentarios: del clásico, de su enseñanza y sus relaciones con la arquitectura moderna”  Arquitectura. Madrid: Sociedad Central de Arquitectos. 1924, n.º 60 abril; pp. 150-152: il.
- “Algunas consideraciones sobre las plantas de la Exposición de las Artes Decorativas [París]”, Arquitectura. Madrid : Sociedad Central de Arquitectos, 1925, n.º 78 octubre ; pp. 240-244 : il.
- “La Enseñanza profesional: la nueva escuela de Roma y la "Laurea" del arquitecto Angelini” Arquitectura. Madrid : Sociedad Central de Arquitectos. 1926, n.º 82 febrero; pp. 65-69: il.
- “Arquitectura mediterránea”, Arquitectura. Madrid: Sociedad Central de Arquitectos. 1926, n.º 85 mayo; pp. 192-197
- “La Arquitectura en Alemania: el arquitecto Otto Bünz”, Arquitectura. Madrid: Sociedad Central de Arquitectos. 1926, n.º 88 agosto; pp. 318-236: il., fot., plan.
- “Capitol : la última obra de Poelzig”, Arquitectura. Madrid: Sociedad Central de Arquitectos. 1926, n.º 89 septiembre; pp. 352-358: fot., plan.
- “Arquitectura mediterránea“, Arquitectura. Madrid: Sociedad Central de Arquitectos. 1927, n.º 97 mayo ; pp. 190-193: il.
- “Arquitectura en Stuttgart: la exposición de la vivienda”, Arquitectura. Madrid: Sociedad Central de Arquitectos. 1927, n.º 100 agosto; pp. 295-298: il.
- “La Arquitectura moderna en Francia : André Lurçat”,  Arquitectura. Madrid: Sociedad Central de Arquitectos. 1927, n.º 102 octubre; pp. 359-363: il., plan.
- “El Descendimiento, de Quintín de Torre”, Arquitectura. Madrid: Sociedad Central de Arquitectos. 1927, n.º 97 mayo; pp. 195-200: il.
- “Horizontalismo o verticalismo”, Arquitectura. Madrid: Sociedad Central de Arquitectos. 1927, n.º 93 enero; pp. 19-22: il.
- “Una Visita a la fábrica Fiat (Turín): notas de viaje”, Arquitectura. Madrid: Sociedad Central de Arquitectos. 1927, n.º 104 diciembre; pp. 421-426: il.
- “La Nueva arquitectura en el País Vasco”, Arquitectura. Madrid: Sociedad Central de Arquitectos. 1928, n.º 115 noviembre; pp. 358-361: fot.
- “La enseñanza del urbanismo”, Comunicación presentada en el XI Congreso Nacional de Arquitectos y I Congreso de Urbanismo, Madrid, Sociedad Central de Arquitectos. 1930.
- “La Futura plaza de Cuba en Sevilla”, Arquitectura. Madrid: Sociedad Central de Arquitectos. 1931, n.º 142 enero; pp. 35-47: fot.
- “El Urbanismo: nueva técnica del siglo XX”, Arquitectura. Madrid: Colegio Oficial de Arquitectos. 1934, n.º 5 junio-julio; pp. 119-127: fot.
- “Métodos de trabajo. Después de un concurso. Cómo se hizo un proyecto. [Hipódromo de Madrid] “ Hormigón y Acero. Madrid: Asociación Científico-técnica del Hormigón Estructural, 1934, n.º 7: noviembre; pp. 289-297: il., plan., secc., croq.
- “Algo más sobre la reforma interior de Madrid”, Obras: revista de construcción, 1935, n.º 36: enero-marzo; pp. 5-14: map., esq., fot.
- “Ambulatorio en Gijón”, Arquitectura. Madrid: Colegio Oficial de Arquitectos. 1960, n.º 19: julio; p. 58: fot., plant.
- “Puntualizaciones al artículo La difícil historia del G.A.T.E.P.A.C.", Jano: arquitectura,  decoración y humanidades. 1974, n.º 22 de diciembre; pp. 2324
- “Para el estudio de las olvidadas arquitecturas regionales”, Arquitectura. Madrid: Colegio Oficial de Arquitectos. 1974, n.º 192 diciembre; pp. 25-32: dib.
- “Camino de Grecia: notas del primer viaje: (febrero 1924)”, Boletín de la Real Academia de Bellas Artes de San Fernando. 1980, n.º 51; pp. 9-40.
- “El Clasicismo no es un estilo”, en Madrid no construido: imágenes arquitectónicas de la ciudad prometida. Madrid. Colegio Oficial de Arquitectos de Madrid, 1986; pp. 160-161: il.

### Monografías
- Parques y jardines: su historia y sus trazados. Madrid: Afrodisio Aguado, 1949.
- La casa popular en España. Madrid: Espasa-Calpe, 1930; Barcelona: Gustavo Gili, 1981.
- Sobre el Mediterráneo: sus litorales, pueblos, culturas (imágenes y recuerdos), Discurso leído por el arquitecto don Fernando García Mercadal el 20 de abril de 1980, con motivo de su recepción y contestación del Excmo.  Sr. D. Pascual Bravo Sanfeliú. Madrid: Real Academia de Bellas Artes de San Fernando, 1980.
- Arquitecturas regionales españolas. Madrid: Comunidad de Madrid, 1984.
- La casa mediterránea. Exposición homenaje al arquitecto Fernando García Mercadal en el Museo Español de Arte Contemporáneo de Madrid en octubre de 1984. Madrid: Ministerio de Cultura,  1996.
- Sobre el Mediterráneo: sus litorales, pueblos, culturas (imágenes y recuerdos).Zaragoza:  Institución «Fernando el Católico», 1998.
- La vivienda en Europa y otras cuestiones. Zaragoza: Institución «Fernando el Católico», 2003.
- Parques y jardines: su historia y sus trazados. Zaragoza: Institución «Fernando el Católico», 2003.
- Artículos en la revista Arquitectura, 1920-1934. Zaragoza: Institución «Fernando el Católico», 2008.